# Campeonato Mundial de Judô Feminino de 1980
O Campeonato Mundial de Judô de 1980 foi a 1° edição feminino do Campeonato Mundial de Judô, realizada em Nova Iorque, Estados Unidos, em 29 a 30 de novembro de 1980.

## Medalhistas

### Homens
| Evento | Ouro             | Prata             | Bronze                              |
| ------ | ---------------- | ----------------- | ----------------------------------- |
| -48 kg | Jane Bridge      | Anna de Novellis  | Marie-France Colignon Marie Lewis   |
| -52 kg | Edith Hrovat     | Kaori Yamaguchi   | Pascale Doger Bridge MacCarth       |
| -56 kg | Gerda Winklbauer | Marie-Paule Panza | Loreta Doyle Jeannine Meulemans     |
| -61 kg | Anita Staps      | Laura di Toma     | Inge Berg Martine Rottier           |
| -66 kg | Edith Simon      | Dawn Netherwood   | Christine Penick Catherine Pierre   |
| -72 kg | Jocelyne Triadou | Barbara Classen   | Avril Malley Jolanda van Meggelen   |
| +72 kg | Margerita de Cal | Paulette Fouillet | Ingrid Berghmans Christiane Kieburg |
| Aberto | Ingrid Berghmans | Paulette Fouillet | Barbara Classen Barbara Fest        |

### Quadro de Medalhas
| Ordem | País           | Medalha de ouro | Medalha de prata | Medalha de bronze | Total |
| ----- | -------------- | --------------- | ---------------- | ----------------- | ----- |
| 1     | Áustria        | 3               | 0                | 0                 | 3     |
| 2     | França         | 1               | 3                | 4                 | 8     |
| 3     | Itália         | 1               | 2                | 0                 | 3     |
| 4     | Grã-Bretanha   | 1               | 1                | 3                 | 5     |
| 5     | Bélgica        | 1               | 0                | 2                 | 3     |
| 6     | Países Baixos  | 1               | 0                | 1                 | 2     |
| 7     | Alemanha       | 0               | 1                | 4                 | 5     |
| 8     | Japão          | 0               | 1                | 0                 | 1     |
| 9     | Estados Unidos | 0               | 0                | 2                 | 2     |